# 轟炸東京記
是一部1944年美國戰爭片，由美高梅製片。道爾頓·莊柏的劇本改編自特德·W·勞森上尉1943年的同名書籍。勞森是歷史性杜立德空襲的飛行員，這是美國對日本的首次報復性空襲，距1941年12月7日日本襲擊珍珠港四個月。這次襲擊是由美國陸軍航空隊中校詹姆斯·杜利特爾策劃、領導和命名的，他在襲擊後的第二天晉升了兩級準將。
山姆·津巴利斯特是這部電影的製片人，默文·勒羅伊擔任導演。本片由雲·尊信飾演勞森；菲莉絲·德士達飾演他的妻子艾倫；羅拔·赫遜·獲加飾演大衛·戴卓爾下士；羅拔·米湛飾演鮑伯格雷中尉；史賓沙·德利西飾演中校——不久後成為將軍——吉米·杜利特爾。德利西在片中的出場更多的是客串的性質；他收到的是特殊的賬單，而不是通常的最高賬單，並且比明星雲·尊信的出場時間要少得多。
在書中，勞森親眼目睹了1942年4月18日執行任務的機組人員和其他執行任務的人員所經歷的強化訓練、任務和後果。勞森駕駛的是「破裂鴨子號」，這是16架飛機中的第七架B-25轟炸機從大黃蜂號航空母艦上起飛。影片準確地描述了這次襲擊，並使用了轟炸機的真實戰時鏡頭。

## 外部連結
- 美国电影学会目录上的《Thirty Seconds Over Tokyo》（英文）
- 互联网电影数据库（IMDb）上《轟炸東京記》的资料（英文）
- AllMovie上《轟炸東京記》的资料（英文）
- TCM电影资料库上《轟炸東京記》的资料（英文）
- The book Thirty Seconds Over Tokyo may be borrowed from the Internet Archive
- Official Website of the Doolittle Raiders （页面存档备份，存于）
- Children of the Doolittle Raiders （页面存档备份，存于）